# Двипа
Дви́па (санскр. वीप, IAST: dvīpa «полуостров, остров»; также махадви́па «великий остров») — санскритский термин, переводимый как «материк» или «планета» и используемый в индуистской и буддийской космологии для обозначения материков или планет, окружённых космическими океанами, состоящими из различных субстанций (солёной воды, вина, тростникового сока, гхи, йогурта или молока). В разных источниках называются 4, 7, 13 или 18 двип.
Список из семи двип (саптадвип) приводится в «Махабхарате» (6.604): Джамбу, Плакша, Гомедака, Шалмали, Куша, Краунча, Шака и Пушкара. Там же (6.208) приводится список из четырёх двип: Бхадрашва, Кетумалла, Джамбудвипа и Уттаракуру.
В «Вишну-пуране» (2.3.6) перечисляются 13 двип: Бхадрашва, Кетумалла, Джамбудвипа, Уттаракуру, Индрадвипа, Касерумат, Тамраварна, Габхастимат, Нага, Саумья, Гандхарва, Варуна и Бхарата.
Они расположены вокруг горы Меру и отделены друг от друга океанами.